# Болл, Дуайт
Дуайт Болл (англ. Dwight Ball; род. 21 декабря 1957, Дир-Лейк, Ньюфаундленд и Лабрадор) — канадский государственный и политический деятель. С 14 декабря 2015 года по 19 августа 2020 года занимал должность премьера Ньюфаундленда и Лабрадора. Представляет избирательный округ Хамбер-Валли в Доме собраний Ньюфаундленда и Лабрадора и является лидером Либеральной партии этой провинции с ноября 2013 года.
3 января 2012 года начал исполнять обязанности лидера официальной оппозиции и временного руководителя Либеральной партии. 5 июля 2013 года ушел с поста временного лидера Либеральной партии, чтобы баллотироваться на партийных выборах 2013 года, которые он выиграл. Был приведен к присяге 14 декабря 2015 года. 30 ноября 2015 года выиграл на выборах 2015 года и получил 31-местное правительство большинства. В 2019 году на выборах был переизбран и сформировал правительство меньшинства.

## Ранний период жизни и карьера
Дуайт Болл вырос в Дир-Лейке и окончил Элвудскую региональную среднюю школу. В 17 лет начал проходить обучение в Мемориальном университете. Его младший брат Дин Болл стал мэром Дир-Лейка.
Награжден «Bowl of Hygeia Award» за свою работу в качестве общественного фармацевта, которая началась в аптеке «Deer Lake Pharmacy». Позже купил местную аптеку в Спрингдейле, а также является владельцем нескольких домов престарелых и участвует в девелопменте недвижимости и венчурных инвестициях. В городах Дир-Лейк и Спрингдейл Дуайта Болла назвали «Работодатель года» за его вклад в программы поддержки занятости в этом регионе. Выиграл партийные выборы за место в Доме собраний зимой 2007 года, но потерял его осенью 2007 года на всеобщих выборах. Исходя из этого, новостные агентства называли его возможным будущим лидером Либеральной партии и премьер-министром провинции.

## Политика
Был кандидатом от либералов в округе Хамбер-Валли на провинциальных выборах 2003 года, но был побежден кандидатом от Прогрессивной консервативной партии Кэти Гоуди, уступив около 200 голосов. Когда Кэти Гоуди покинула законодательный орган, Дуайт Болл баллотировался на дополнительных выборах и сменил её 13 февраля 2007 года. Сначала было объявлено, что кандидат от Прогрессивной консервативной партии Дэррил Келли победил на дополнительных выборах с перевесом в двенадцать голосов. Однако, Дуайт Болл был позже объявлен победителем с перевесом в 18 голосов. Судебное решение было вынесено несколько недель спустя и привело к сокращению голосов за Дуайта Болла до 7. На всеобщих выборах 9 октября 2007 года Дэррил Келли опередил Дуайта Болла на 254 голоса. Четыре года спустя Дуайт Болл снова баллотировался в качестве кандидата от либералов на выборах 2011 года, и на этот раз опередил Дэррила Келли почти на 68 голосов.

### Лидерство
На пресс-конференции Либеральной партии 15 декабря 2011 года было объявлено, что Дуайт Болл будет исполнять обязанности временного лидера партии и официальной оппозиции с 3 января 2012 года. Сменил Кевина Эйлварда, которому не удалось выиграть на всеобщих выборах, в качестве лидера Либеральной партии и Ивонн Джонс на должности официального лидера оппозиции. В тот же день Дуайт Болл объявил, что планирует баллотироваться на пост постоянного лидера партии на следующем съезде, и что уйдет с поста временного лидера за 90 дней до съезда, чтобы дать возможность другим кандидатам. В мае 2012 года партия объявила, что съезд руководства состоится 15-17 ноября 2013 года. 5 июля 2013 года ушёл с поста временного лидера Либеральной партии, чтобы баллотироваться на постоянное место на выборах в ноябре этого года, которые выиграл с 59 % голосов на 3-м этапе голосования. Дуайт Болл был лидером партии на всеобщих выборах 2015 года.

### Премьерство
Был приведен к присяге в должности премьера в декабре 2015 года, после того как Либеральная партия заняла 31 из 40 мест в Доме собраний на выборах в ноябре. Несмотря на последовательное лидерство Прогрессивной консервативной партии в опросах, включая опережение на 9 пунктов в итоговом опросе, опубликованном за день до выборов, Либеральная партия во главе с Дуайтом Боллом была переизбрана на всеобщих выборах 2019 года, но тем не менее не хватило одного места для сохранения большинства после неожиданных 5 голосов Новой демократической партии в округе Лабрадор-Вест.
17 февраля 2020 года Дуайт Болл объявил о своей отставке с поста премьера и лидера Либеральной партии. Останется на своем посту, пока на партийном съезде не будет избран новый лидер.